# Krups
Krups est une marque allemande d'appareils ménagers, qui porte le nom de son fondateur Robert Krups, propriété du groupe français SEB depuis 2001.

## Histoire

### 1846: fondation par Robert Krups en Rhénanie-Westphalie
L'entreprise est fondée en 1846 par Robert Krups, qui travaille dans une forge de Wald, en Rhénanie-Westphalie. Il développe les activités de la forge vers des activités industrielles. Son fils (également prénommé Robert) déplace l'entreprise à Solingen et commence à exporter les produits de la forge industrielle, notamment aux Pays-Bas et en Suisse.
Au début du XXe siècle, la société Krups est principalement connue comme fabricant de balances de cuisine.
Après la Seconde Guerre mondiale, la production se diversifie et l'usine, qui compte une trentaine d'employés, se lance dans la fabrication d'appareils ménagers. En 1956 est commercialisé le premier moulin à café Krups, qui rencontre un grand succès.
L'appareil ménager le plus populaire de Krups est commercialisé en 1959. Il s'agit du Drei Mix (3-Mix), batteur multi-fonctions. En produisant des appareils dotés de petits moteurs électriques, Krups équipe largement les ménages allemands des années 1960. L'entreprise compte quatre usines en Allemagne et une en Irlande, à Limerick.
Au début des années 1980, Krups se lance dans la fabrication de machines à café, et spécialement de machines expresso. Elle propose une large gamme : machines à vapeur, combinées expresso/café, etc. L'entreprise compte 3 000 salariés en 1990 et avance un chiffre d'affaires de 541 millions de Deutschmarks, principalement en Allemagne et aux États-Unis.
La première cafetière Nespresso est produite en 1991, en partenariat avec Nestlé.

### 1991: rachat par Moulinex
Krups est rachetée par Moulinex en 1991, lui-même racheté en 2000 par El.Fi, filiale du groupe italien Elettro Finanziaria S.p.A. Ce dernier fait faillite en 2001.

### 2001: rachat par SEB
La même année, Krups est reprise avec Moulinex par le groupe français SEB et continue d'exister comme marque autonome, axée principalement sur un marché haut de gamme. Le siège de Krups est toujours à Solingen, en Allemagne. L'usine irlandaise de Limerick a fermé en 1999.

## Gamme de produits

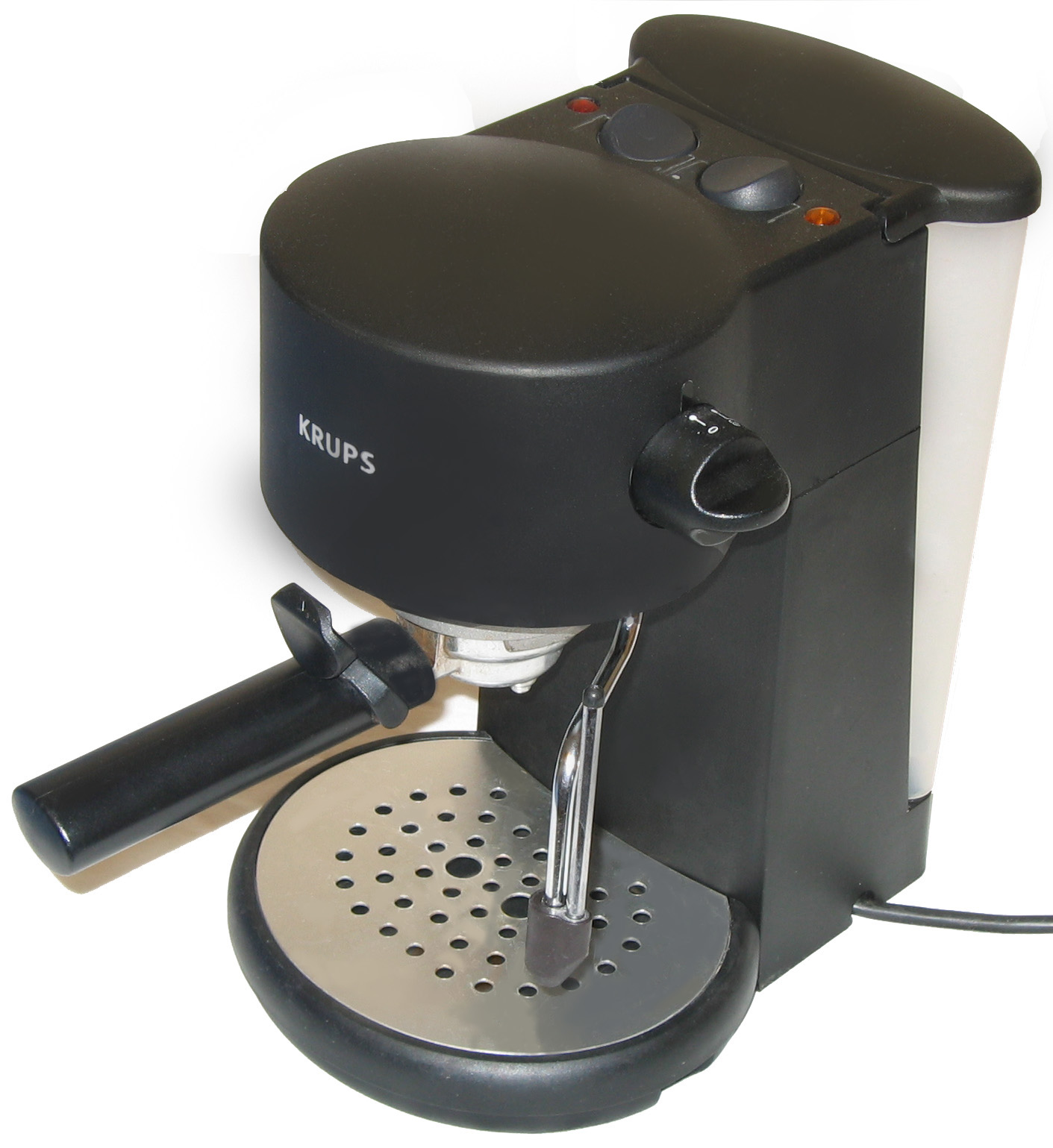
Cafetière Expresso Krups Vivo F880

### Café

#### Expresso
Essential
Machine à café à grain, 3 boissons, Ecran LCD. Machine expresso automatique : la machine à café Krups Essential révèle tous les arômes d'un café ou d'un espresso parfaitement équilibré du grain à la tasse.

#### Capsule

##### Nescafé Dolce Gusto

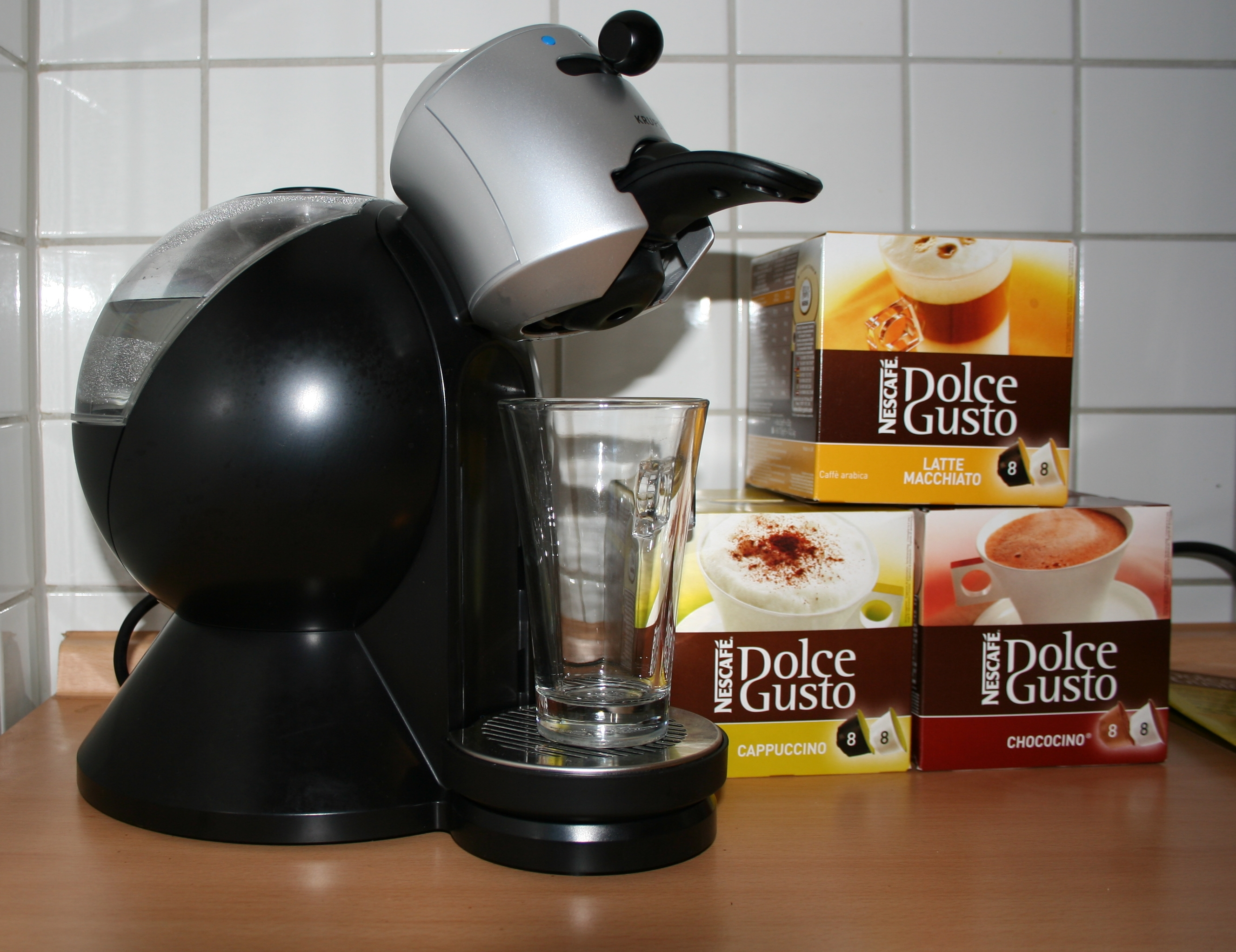
Cafetière Nescafé Dolce Gusto (première série)

En 2006, la première série de machines à café Nescafé Dolce Gusto a été créée. Dotée d'une pression de 14 bars, elle fait la renommée de la marque. Elle propose différents cafés et de multiples boissons gourmandes chaudes et froides (Caffé lungo, Expresso, Cappuccino, Latte macchiato, Chococino, Nestea pêche, Ice cappuccino, Nesquik...).
La série actuelle Nescafé Dolce Gusto est sortie à la fin de 2008 et a une pression de 15 bars. Elle est donc plus puissante que la première série et à l'avantage de faire des économies d'énergie avec la mise hors tension automatique après cinq minutes d'utilisation. De plus, le plateau d'égouttement est plus large et elle est dotée d'un porte-capsule magnétique.

### Petit déjeuner
- Grille-pains
- Presse-agrume

### Préparation
- Robot
- Mixeur
- Hachoir
- Sorbetière
- Mousseur à lait
- Moulin à café

### Cuisson
- Gaufrier
- Gril
- Mijoteur
- Crêpier
- Plancha
- Cuiseur vapeur

### Rasoirs
- Krups 80 Luxus